# A Kajmán-szigetek a 2000. évi nyári olimpiai játékokon
A Kajmán-szigetek az ausztráliai Sydneyben megrendezett 2000. évi nyári olimpiai játékok egyik részt vevő nemzete volt. Az országot az olimpián 2 sportágban 3 sportoló képviselte, akik érmet nem szereztek.

## Atlétika
Férfi
| Versenyző               | Versenyszám | Selejtező | Selejtező | Döntő    | Döntő    |
| Versenyző               | Versenyszám | Eredmény  | Helyezés  | Eredmény | Helyezés |
| ----------------------- | ----------- | --------- | --------- | -------- | -------- |
| Kareem Streete-Thompson | Távolugrás  | 799 cm    | 13.       | kiesett  | kiesett  |

Női
| Versenyző           | Versenyszám | Előfutam | Előfutam | Előfutam | Negyeddöntő | Negyeddöntő | Negyeddöntő | Elődöntő | Elődöntő | Elődöntő | Döntő   | Döntő    |
| Versenyző           | Versenyszám | Idő      | Hely.    | Össz.    | Idő         | Hely.       | Össz.       | Idő      | Hely.    | Össz.    | Idő     | Helyezés |
| ------------------- | ----------- | -------- | -------- | -------- | ----------- | ----------- | ----------- | -------- | -------- | -------- | ------- | -------- |
| Cydonie Mothersille | 100 m       | 11,38    | 4.       | 19.      | 11,81       | 8.          | 31.         | kiesett  | kiesett  | kiesett  | kiesett | kiesett  |
| Cydonie Mothersille | 200 m       | 22,78    | 1.       | 6.       | kiesett     | kiesett     | kiesett     | kiesett  | kiesett  | kiesett  | kiesett | kiesett  |

## Vitorlázás
Női
| Versenyző         | Versenyszám | Futam | Futam | Futam | Futam | Futam | Futam | Futam | Futam | Futam | Futam | Futam | Pontszám | Helyezés |
| Versenyző         | Versenyszám | 1     | 2     | 3     | 4     | 5     | 6     | 7     | 8     | 9     | 10    | 11    | Pontszám | Helyezés |
| ----------------- | ----------- | ----- | ----- | ----- | ----- | ----- | ----- | ----- | ----- | ----- | ----- | ----- | -------- | -------- |
| Tomeaka McTaggart | Europe      | (27)  | (27)  | 25    | 25    | 25    | 23    | 21    | 22    | 27    | 25    | 24    | 217,0    | 26.      |